# Carlo Alberto Cova
Carlo Alberto Cova (Parma, 23 marzo 1968) è un ex pallavolista italiano.
Dopo aver smesso di giocare e allenare, ha ricoperto ruoli di dirigente sportivo-istituzionale. Ha, inoltre scritto alcuni romanzi sportivi e e saggi scientifici.

## Biografia
Ha concluso la carriera da giocatore nei campionati di livello nazionale a soli 24 anni, terminando subito dopo gli studi universitari in scienze biologiche. È rimasto a collaborare nell’Università degli Studi di Parma fino all’inizio della successiva professione con una multinazionale dell’Oil & Gas, nel campo della preservazione ambientale.
Vive a Parma, ma, dal 1997, lavora a San Donato Milanese in provincia di Milano.
È sposato con Claudia, e ha due figli, Riccardo (1999) e Roberto (2002).

## Carriera

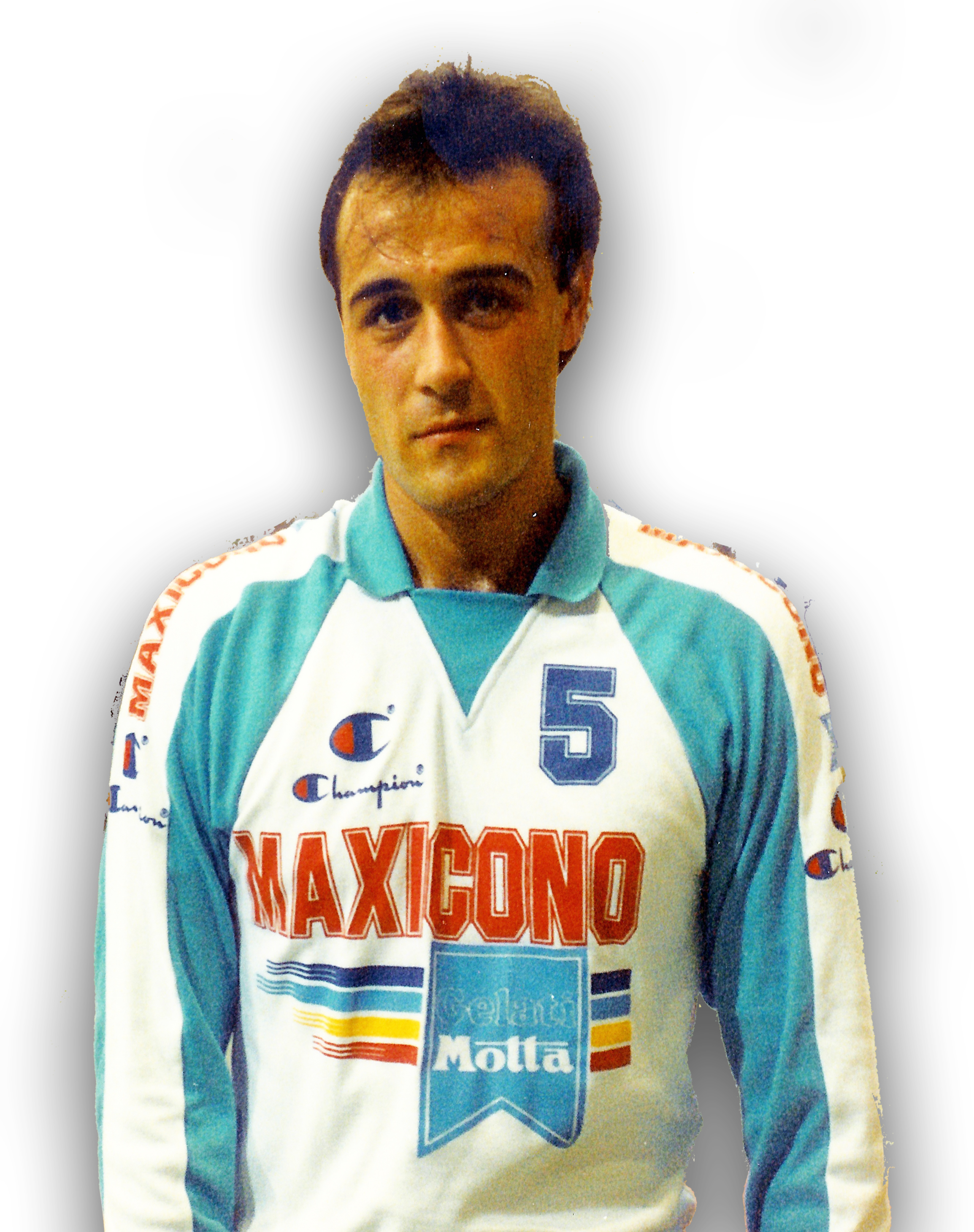
Cova in maglia di Parma

Ha iniziato a giocare molto giovane, approdando ben presto nelle squadre giovanili della Santàl Parma. Con questa squadra, allenata da Gian Paolo Montali, ha vinto tre titoli nazionali giovanili e ottenuto una promozione in B ricoprendo il ruolo di capitano.
Nella stagione 1987-88 è passato nella prima squadra ritrovando l’allenatore Gian Paolo Montali e alcuni compagni di squadra delle giovanili tra cui Andrea Giani, Roberto Piazza, e Riccardo Michieletto, e venendo raggiunto da altri quali Luca Panizzi e Andrea Aiello. Nei quattro anni in cui ha militato nella prima squadra della Maxicono, ha vinto 3 Coppe delle Coppe, 2 Supercoppe europee, 1 Coppa Italia, 1 Mondiale per club e 1 Scudetto, coronando il Grande Slam nella stagione 1989-90, nella quale ha avuto modo di giocare parecchie partite da titolare per le assenze di Jeff Stork quando ha dovuto rispondere alle chiamate della propria nazionale e per diversi problemi alla schiena.
Negli ultimi due anni di carriera da giocatore ha militato in serie B a Verona e a Piacenza.
Nelle stagioni successive ha allenato le giovanili della Cariparma dal 1993 al 1995 e la squadra della Selcom Noceto dal 1995 al 1997. Nel 1997 ha allenato anche la squadra del Cus Parma maschile, laureatasi campione d’Italia CNU a Rimini.
Ha ricoperto successivamente il ruolo di responsabile delle attività del minivolley nella provincia di Parma, è stato con l’APAPAR uno dei coordinatori del circuito pallavolistico estivo provinciale. 
È stato inoltre tra i promotori della disciplina paralimpica del sitting volley in Emilia-Romagna e del volley integrato tra gli atleti Special Olympics.

## Dopo il ritiro

Cova (n. 5) nel Parma della stagione 1989-90

Carlo Alberto Cova è stato uno dei fondatori e presidente dell’APAPAR, l’Associazione Pallavolisti Parmensi, dal 2005 alla fine del 2020. Con la stessa ha organizzato una serie di avvenimenti benefici e promozionali per il volley, a cominciare dal Maxitàl in cui hanno fatto tornare a Parma nel maggio 2005 tutti i campioni di Santàl e Maxicono.
Ha ricoperto per 4 anni il ruolo di consigliere federale Fipav nel Comitato di Parma  di cui è stato successivamente direttore organizzativo.
Nel 2011 è stato chiamato per un periodo transitorio a ricoprire il ruolo di Assessore allo Sport del Comune di Parma, nell’ultimo periodo di Parma Città Europea dello Sport 2011, promuovendo e coordinando diversi avvenimenti del programma. Nel cedere, successivamente, l’incarico al Commissario, ha continuato a preoccuparsi del futuro delle società sportive locali, a cominciare dalle piccole realtà.
Ricopre il ruolo di referente per la pallavolo nel Team Emilia Romagna Special Olympics. Da diversi anni si sta occupando dell'organizzazione di tornei di pallavolo integrata nei quali atleti special olympics e partner giocano nelle stesse squadre. 
Dal 2016 sta tenendo una serie di seminari nelle scuole superiori di Parma sull’argomento Cultura Sportiva, insieme ad Alessandro Freschi. Questi interventi, che risultano essere molto apprezzati e richiesti, non sono tanto incentrati sulle imprese e i risultati agonistici, quanto sulle connessioni da sempre esistenti tra sport, società, politica, cultura ed economia. Dal 2021 questa attività è stata è stata patrocinata dall’UNVS, Unione Nazionale Veterani dello Sport, che l’ha inserita tra le proprie attività istituzionali.
Come suo ultimo atto da presidente dell’APAPAR, ha promosso la posa di una targa commemorativa tra via Goito e viale Berenini, dove vi era un tempo l'Orfanotrofio Vittorio Emanuele II, ossia nel luogo dove è nata la pallavolo a Parma nel 1930. La cerimonia di inaugurazione è avvenuta nel febbraio 2022 con la partecipazione delle autorità civili e sportive cittadine, tra cui l'assessore alla cultura e prossimo sindaco della città Michele Guerra. Nell’occasione è stato proiettato al cinema Astra di Parma il documentario “La culla della pallavolo a Parma”, realizzato dallo stesso Carlo Alberto Cova.

## Palmarès

### Giocatore

#### Competizioni giovanili
- Campionato italiano Under-17: 2

Parma: 1983-84, 1984-85
- Campionato italiano Under-18: 1

Parma: 1985-86

#### Competizioni nazionali
- Campionato italiano: 1

Parma: 1989-90
- Coppa Italia: 1

Parma: 1989-90

#### Competizioni internazionali
- Coppa delle Coppe: 3

Parma: 1987-88, 1988-89, 1989-90
- Supercoppa europea: 2

Parma: 1989, 1990
- Campionato mondiale per club: 1

Parma: 1989

### Allenatore
- Campionato italiano CNU: 1

Parma: 1997

## Riconoscimenti
- 1990 - Medaglio di Bronzo nazionale al valore atletico del CONI[50]
- 2010 - Premio Etica ed Estetica dello Sport[51][52]
- 2012 - Vincitore Premio Sant’Ilario dell’Associazione Benemerita UNVS - Unione Nazionali Veterani dello Sport di Parma per il libro Visto da dentro[53][54][55][56]

## Opere
Cova ha iniziato a scrivere dal 2002, occupandosi prettamente di libri sportivi e manuali naturalistici. 
Tutte le prime opere sono uscite senza ISBN con il metodo print on demand con vari editori online per poi passare a pubblicazioni ufficiali in collaborazione con case editrici, che ne permettessero la distribuzione sul territorio. 
Dal 2014 ha anche svolto il ruolo da moderatore nella presentazione di alcuni libri. 
Libri Sport
- Visto da dentro, Mattioli 1885 Editore 2010, ISBN 9788862612388[59][60][61]
- Cercando Carter, Kriss Editore 2015, ISBN 9788894141016 (con Alessandro Freschi)[62][63][64]
- Parma, la pallavolo, la sua storia, Kriss Editore 2017, ISBN 9788894141078 (con Alessandro Freschi)[65][66][67][68]
- I Principi del Volley, Kriss Editore 2021, ISBN 9791280457004.

Libri Natura
- Le caprette tibetane, Kriss Editore 2016, ISBN 9788894141047
- Nuova guida alle caprette tibetane, Kriss Editore 2021, ISBN 9788894512793 [69]

Video
Nel 2020 ha partecipato al docu-video Il Grande Slam - Generazione di fenomeni a trent’anni dall’avvenimento. Il docufilm, nato da un’idea di Francesca Aiello e scritto da Marco Marrocco per la regia di Mario Maellaro e la conduzione di Jacopo Volpi, è stato trasmesso diverse volte dalla Rai nel 2020 e 2021.
Carlo Alberto Cova ha anche realizzato diversi video storici e di attualità sulla pallavolo, di cui alcuni hanno avuto un buon risalto anche a livello nazionale. In particolare quello sui 50 anni dalla vittoria della nazionale italiana alle universiadi e quello sulla scuola sport Barilla.
Dal 2021 ha realizzato una serie di mini-documentari video in collaborazione con l'UNVS di Parma (Unione Nazionale Veterani dello Sport) con oggetto "I luoghi iconici dello Sport a Parma"
Nel 2022 ha realizzato il documentario La culla della pallavolo a Parma